# Gigantatypus salahi
Gigantatypus es un género extinto de tortuga marina quelónida del Maastrichtiense que vivió en las regiones australes del mar de Tetis, cerca de 100 a 120 kilómetros al norte de las costas orientales de África del Cretácico, inmediatamente antes de la extinción masiva del Cretácico-Terciario . Los restos fósiles de Gigantatypus sólo se han encontrado hasta ahora en sedimentos de Jordania. Se estima que medía cerca de 3.5 metros de longitud, siendo notable este género por alcanzar grandes dimensiones, equivalentes a las de Archelon Wieland, 1896 , considerada como la mayor de las tortugas marinas que hayan recorrido alguna vez los océanos del mundo. Aunque Gigantatypus aparentemente no sobrevivió al límite K/T , el cual fue también el destino de otras tortugas marinas de gran tamaño como los protostégidos, otros géneros de Cheloniidae, aunque de tallas significativamente menores sobrevivieron a la extinción en masa y continuaron existiendo hasta la actualidad.